# Indeksykalność znaczenia
Indeksykalność znaczenia oznacza, że wszelkie przekazy symboliczne są zależne od pewnego konkretnego kontekstu znaczeniowego, w którym zostały nadane i dlatego błędem jest analizowanie ich treści w oderwaniu od niego. 
Pojęcie to zostało wprowadzone przez etnometodologów, krytykujących podejście lingwistyki generatywnej. Etnometodolodzy tacy jak Harold Garfinkel czy Aaron V. Cicourel wskazywali, że komunikacja nie może zostać zredukowana do znaczenia wyrazów i reguł gramatycznych, prowadzi to bowiem do błędnych interpretacji oraz do znacznego ograniczenia przesyłanych informacji. Reguły języka mają charakter niepełny i muszą być uzupełniane przez uczestników interakcji poprzez ich odnoszenie do kontekstu lub wspólnej definicji sytuacji.
Uczestnicy komunikacji nie zdają sobie w pełni sprawy z jej indeksykalnego charakteru, który można ujawnić w badaniach etnometodologicznych. W tym celu badacze nagrywali procesy komunikacji i prosili uczestników o jej objaśnienie. Stosowana była też metoda nieustannej triangulacji, a więc wielokrotnego odsłuchiwania i objaśniania procesu komunikacyjnego. 
Badaniom takim poddano m.in. komunikację między osobami głuchymi za pomocą języka migowego. Według Cicourela nastawienie scjentystyczne dąży do oderwania znaczenia wyrażenia od kontekstu jego użycia. Zgodnie z tym lingwistyka generatywna błędnie uważa, że jest możliwe badanie komunikacji, które abstrahuje od kontekstu społecznego. Przykład języka migowego pokazuje jak możliwa jest bogata komunikacja nie opierająca się na ścisłych regułach gramatycznych i mająca charakter ściśle indeksykalny.